# Sigala Gala (Sosopan)
Sigala Gala is een bestuurslaag in het regentschap Padang Lawas van de provincie Noord-Sumatra, Indonesië. Sigala Gala telt 25 inwoners (volkstelling 2010).